# Hwang Jung-min
Hwang Jung-min (황정민?; Masan, 1º settembre 1970) è un attore sudcoreano, conosciuto per aver interpretato ruoli da protagonista nei film Veteran, Goksung - La presenza del diavolo, The Unjust e Liberaci dal male.
Il 6 settembre 2004 ha sposato l'attrice di musical Kim Mi-hye, dalla quale ha avuto un figlio, Hwang Sae-hyun.

## Filmografia parziale

### Cinema
- Swiri (쉬리) regia di Kang Je-gyu (1999)
- La moglie dell'avvocato (바람난 가족), regia di Im Sang-soo (2003)
- Yeoja, Jeong-hye (여자, 정혜?), regia di Lee Yoon-ki (2004)
- Superman-i-eotdeon sana-i (슈퍼맨이었던 사나이), regia di Jeong Yoon-chul (2008)
- The Unjust (부당거래, Budanggeorae), regia di Ryoo Seung-wan (2010)
- Moby Dick (모비딕), regia di Park In-je (2011)
- Sinsegye (신세계), regia di Park Hoon-jung (2013)
- Gukjesijang (국제시장), regia di Yoon Je-kyoon (2014)
- Veteran (베테랑), regia di Ryoo Seung-wan (2015)
- Goksung - La presenza del diavolo (곡성), regia di Na Hong-jin (2016)
- Liberaci dal male (다만 악에서 구하소서?, Daman ageseo guhasoseoLR), regia di Hong Won-chan (2020)
- Kill Boksoon (길복순, Gil Bok-sun), regia di Byun Sung-hyun (2023)

### Televisione
- Narcosantos – serie TV, (2022)

## Doppiatori italiani
Nelle versioni in italiano delle opere in cui ha recitato, Charlie Bewley è stato doppiato da:
- Alberto Bognanni in Goksung - La presenza del diavolo, Narcosantos
- Vittorio Guerrieri in The Unjust
- Renato Novara in Veteran
- Gianluca Iacono in Liberaci dal male
- Stefano Starna in Kill Boksoon